# Gabányi Árpád
Olysói Gabányi Árpád (Eperjes, 1855. augusztus 18. – Budapest, 1915. október 23.) magyar színész és színműíró, a Nemzeti Színház örökös tagja. Fia, Gabányi László színész.

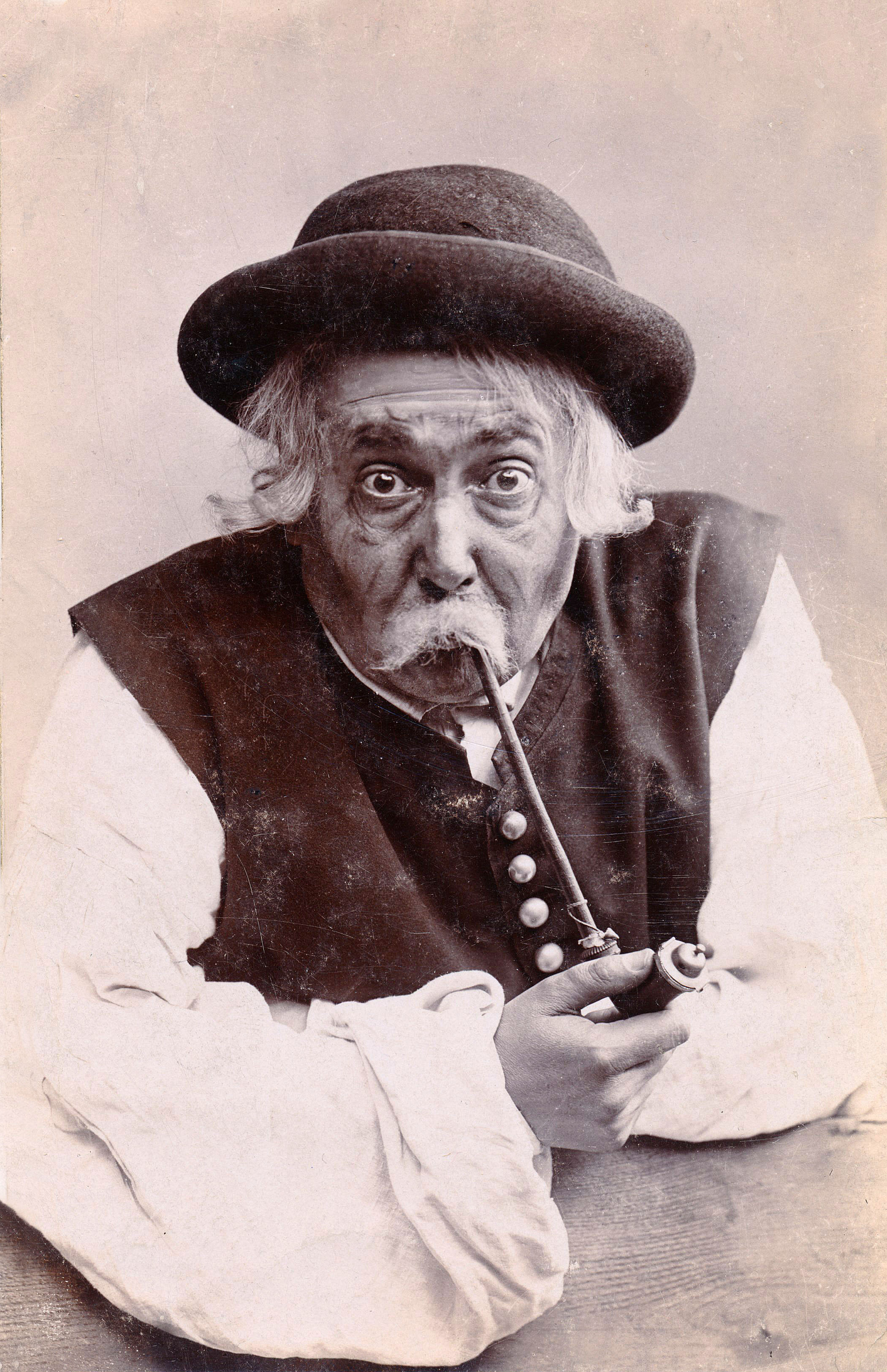
Gabányi Árpád Gárdonyi Géza: A bor című színműve, Mihály bácsi szerepében a bemutató idején (Nemzeti Színház, Budapest. 1901. március 29.)

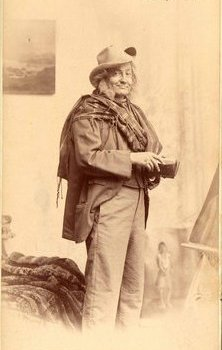
Gerhart Hauptmann: Crampton mester - Löffler szerepében (Nemzeti Színház, bemutató: 1897. október 8.)

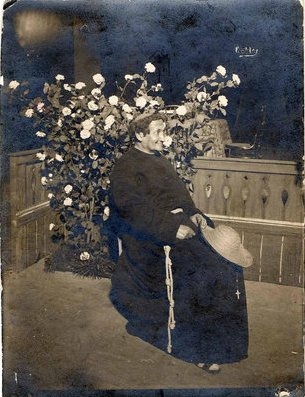
Gabányi Árpád búcsúfellépése nyugdíjba vonulása alkalmával 1911-ben. Gárdonyi Géza: Annuska előadás János barát szerepében (Nemzeti Színház, bemutató: 1903. január 9.)

## Élete
Gabányi Sándor és Kolbenhayer Apollónia fia. Édesanyja szívébe oltotta a hazaszeretetet és a költészet iránt való rajongást; a színészet eszménye már gyermekkorában gyökeret vert keblében.
Az 1860-as évek elején szülei Budapestre költöztek és atyja a főváros első kereskedői közt foglalt helyet. Szülei az ágostai evangélikus iskolába adták, ahol Székács József is tanára volt; a következő évben már a kegyesrendiek gimnáziumában tanult és itt a két első osztályt végezte. Szüleit a sorscsapások kényszerítették elhagyni a fővárost és Szatmárra vonultak; 1868-tól 1872-ig az ottani katolikus főgimnáziumban végezte tanulmányait. Már ekkor tanulótársai előtt saját szerzeményű színdarabjait és parodisztikus verseit adta elő. Majd a természettanra adta magát és gépészmérnök akart lenni. Azonban színészek jöttek a városba, szorgalmas látogatója volt a színháznak, színdarabokat és Egressy tankönyvét olvasta a színészetről.
1872-ben a család ismét a fővárosba költözött és Gabányi október 5-én beiratkozott a Színészeti Tanodába, ahol elvégezte a tanfolyamot, mire 1875. október 1-től a kassai színházhoz szerződtették. 1876. június 28-án nőül vette Lenkei Etelka naiv színésznőt. A vándorpálya Kassán, Miskolcon, Ungvárt, Beregszászon és Eperjesen csak rövid ideig tartott; 1878 májusában meghívták a kolozsvári Farkas utcai színházhoz, melynek mint színész és rendező 1884 márciusáig volt tagja. Ekkor a budapesti Nemzeti Színházhoz szerződtették, ahol 1909-ben vált örökös taggá, s 1912-ben nyugalomba vonult.

## Fontosabb szerepei
- Harpagon (Molière: A fösvény);
- Keszeg, Malvolio (Shakespeare: Vízkereszt);
- Zuboly, Vackor (Shakespeare: Szentivánéji álom);
- Koszta (Csiky Gergely: A nagymama);
- Argan (Molière: A képzelt beteg);
- Mihály (Gárdonyi Géza: A bor);
- Vilmos (Ibsen: John Gabriel Borkmann);
- Löffler (Hauptmann: Crampton mester);
- János (Gárdonyi Géza: Annuska).

## Munkái
- Miska biographiája. Egy szinész története. Kolozsvár, 1881.
- Egy krajzczár emlékiratai. Bpest, 1884.
- A rossz asszony, vagy miért akarta magát elveszteni Pergő Tamás a három gyermekével? Rajz. Bpest, 1885. (Jó Könyvek 34).
- Két vén gyerek. Regény. Bpest, 1886. (Pallas Könyvtára 2. Ism. Főv. Lapok 5. sz.)
- Az ördög árka, vagy hogy adta el Balázs Ferencz a mennybéli jussát. Bpest, 1886. (Historiák. Nóták 3.)
- Az angyalcsináló vagy hogyan lett Julis falu bolondja. A magyar népnek versekben elmeséli. Bpest, (1886. H. N. 29.)
- Háborus nóták. Bpest. (1887. H. N. 47.)
- Julia. Regény. Bpest, 1888. (Ism. Főv. Lapok 1887. 339. sz.)
- A mama. Elbeszélés. Bpest, 1888.
- A kakasülőn. Bpest, (1888. Monologok 1.)
- A szórakozott kisasszony. Charles Monselet után. Bpest, 1888. Mon. 2.)
- Desparat úr. Jules de Marthold után. Bpest (1888. Mon. 3. )
- Filippó. Bpest, (1888. Mon. 5.)
- A levél. Bpest, (1888. Mon. 7.)
- Egy baleset. Bpest, (1888. Mon. 11.)
- A hajótörés. Coppée után ford. Bpest, (1888. Mon. 15.)
- Az uj lakó. (1888. Mon. 20.)
- A mama. Elbeszélés. Győr, 1889. (Egyetemes Könyvtár 18.)
- Az aranykezű. Elbeszélés. Bpest, (1889. Magyar Mesemondó 36.)
- Tiszamenti nóták. Bpest, 1890. (H. N. 93.)
- Az anya. Bpest, 1890. (Monologok 27.)
- Az asszony természetrajza dióhéjban. Bpest, 1891.
- «Jer ide!» Dráma gyakorlatok. Bpest, 1892. (Mon. 36.)
- A tolvaj. Bpest, 1892. (Mon. 37.)
- Hypnotizmus. Párjelenet. Bpest, 1892. (Mon. 39.)
- Egy ideges ember. Bpest, 1892. (Mon. 44.)
- A föld és népei. Culturhistorico-geographico-humoristico felolvasás. Bpest, 1892. (Mon. 51.)
- A volapük. Alfred Guillon után. Bpest, 1892. (Mon. 52.)
- Az öngyilkos. Víg monolog. (Mon. 53.)
- A művészet nyomorultjai. Regény. Bpest, 1893. Két kötet. (Ism. Vasárn. Ujság 50. sz.)
- Dolgozók és naplopók. Regény. Bpest, 1893.
- Arczisme. Bpest, 1894.
- A potyajegy. Bpest, 1894. (Rozsnyai Károly Monolog Könyvtára).

### Színművei előadatásuk sorrendje szerint
- Phaeton, színmű 4 felv. (először adták Kassán 1875. nov. 27. Egy vámpir szerelme címmel),
- Ysole, szinmű 5 felv. (Kassán 1878. jan. 23.),
- Corneille szerelme, szinmű 2 felv. (Kolozsvárt 1879. ápr. 10.),
- János és János, vígj. 3 felv. (Kolozsvárt, jul. 31.),
- Munkácsi rabok, népszínmű 4 felv. (Kolozsvárt, aug. 31.),
- Ricinus halála, bohózat 4 felv. (Kolozsvárt, 1880. febr. 10.),
- Csak egy színdarab, vígj. 3 felv. (Kolozsvárt, szept. 26.).
- A jómódúak, színmű 4 felv. (Kolozsvárt, 1881. márcz. 26.).
- A sehonnai, népszínmű 3 felv. (Budapesten a népszinházban jan. 28.).
- A grófné férjének felesége, vígj. 1 felv. (Kolozsvárt, okt. 19.),
- Tuba rózsa, népszínmű 3 felv. (Kolozsvárt, 1883. aug. 26.),
- Az őszinték, vígj. 3 felv. (Budapesten a nemzeti szinházban 1886. márc. 12.),
- A Kókai ház, vígj. 3 felv. (Budapesten a nemzeti szinházban, 1887. decz. 17.),
- A mumus, vígj. 4 felv. (Budapesten a nemzeti szinházban, 1889. ápr. 12.),
- Az apósok, a Rökk Szilárd díjjal jutalmazott vígjáték 3 felv. (Budapesten a nemzeti színházban, 1890. okt. 10., németűl Bécsben 1892. nov. 25.),
- A pogány magyarok, a Magyar Tudományos Akadémia által a Koczán Ferenc-féle 100 arannyal jutalmazott színmű 4 felv. (Budapesten 1891. nov. 6.),
- A Kapi vár, a Magyar Tudományos Akadémia által a Teleki-féle 100 arannyal, majd a Rökk Szilárd díjjal jutalmazott tört. vígj. 3 felv. (Budapesten, 1892. decz. 2.),
- A csehüljártak, bohózat 4 felv. (Budapesten, 1892. máj.)
- Sámuel király, történeti színmű 5 felvonásban. Kolozsvár, 1895.Online

Humorisztikus tárcákat irt az Arad és Vidékébe (1884), elbeszéléseket és költeményeket a M. Salonba (1884); a Budapesti Hírlapba (1885. 28. sz. Természet után), a Vasárnapi Ujságba (1890. «Az úttörők» és «Földön járó csillagok»); az Ország-Világba (1891. Szathmáryné); Magyar Szellemi Életbe (1892. «Ysole») a Borsszem Jankó Dicsőffy Lóránd c. rovatát is ő írta 1886-ig.
Szerkesztette a Magyar Thalia c. színművészeti hetilapot Kolozsvárt 1882. jan. 1-től máj. 7-ig (Szacsvay Imrével együtt).